# Climaciaceae
Climaciaceae, porodica pravih mahovina u redu Hypnales. Sastoji se od jednog ili dva roda,
Monotispki rod Pleuroziopsis ponekad se uključuje u ovu porodicu, ili je smješten u vlastitu porodicu Pleuroziopsidaceae Ireland

## Rodovi
1. Climacium F. Weber & D. Mohr
2. Pleuroziopsis E. Britton